# Irene Browne
Irene Browne, född 29 juni 1896 i London, död 24 juli 1965 i samma stad, var en brittisk skådespelerska.

## Roller i urval
- 1933 – Cavalcade
- 1933 – Gengångaren på Berkeley Square
- 1938 – Pygmalion
- 1948 – De röda skorna
- 1948 – Kvartett
- 1951 – Jag glömmer dej aldrig
- 1957 – Vi sitter i sjön
- 1963 – Bara få kan skoja så